# Carvalho (Celorico de Basto)

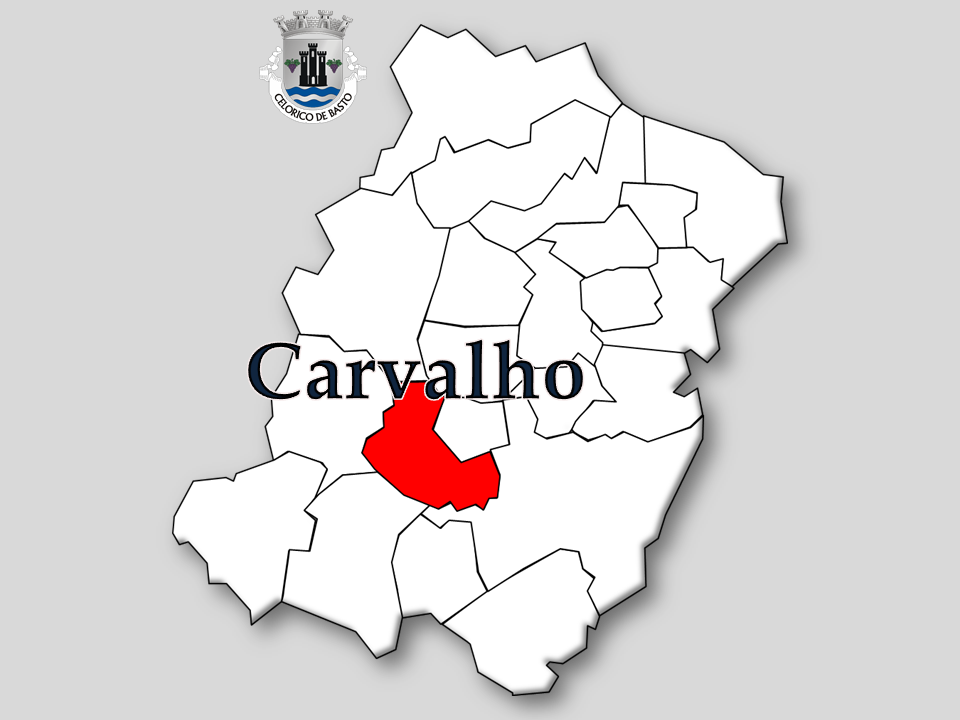
Carvalho innerhalb von Celorico de Basto

Carvalho ist ein Ort und eine ehemalige Gemeinde (Freguesia) im portugiesischen Kreis Celorico de Basto. Die Gemeinde hatte 786 Einwohner (Stand 30. Juni 2011).
Am 29. September 2013 wurden die Gemeinden Carvalho und Basto (Santa Tecla) zur neuen Gemeinde União das Freguesias de Carvalho e Basto (Santa Tecla) zusammengeschlossen. Carvalho ist Sitz dieser neu gebildeten Gemeinde.